# Anastassija Andrejewna Myskina
Anastassija Andrejewna Myskina (russisch Анастасия Андреевна Мыскина, wiss. Transliteration Anastasija Andreevna Myskina; * 8. Juli 1981 in Moskau, Sowjetunion) ist eine ehemalige russische Tennisspielerin. Von 2014 bis 2018 war sie Kapitän des Fed-Cup-Teams der Russian Tennis Federation.

## Karriere
Myskina schloss sich 1998 dem Profizirkus an und erreichte noch im selben Jahr die Top 500 der Weltrangliste. Bereits ein Jahr später war sie in den Top 100 und Ende 2002 in den Top 20. 2003 erreichte sie den Kreis der besten zehn Tennisspielerinnen der Welt. Ihren besten Weltranglistenplatz erreichte sie mit Rang zwei im September 2004.
In ihrer Profikarriere gewann sie zehn Einzel- und fünf Doppeltitel auf der WTA Tour. Ihr größter Erfolg gelang ihr am 5. Juni 2004 mit dem Gewinn der French Open, als sie im Finale ihre Landsfrau Jelena Dementjewa klar mit 6:2, 6:1 besiegte. Myskina war die erste russische Tennisspielerin, die einen Einzeltitel bei einem Grand-Slam-Turnier gewinnen konnte. In ihrer Heimatstadt Moskau sicherte sie sich 2004 wie schon im Jahr zuvor den Titel beim Kremlin Cup. Auch dort bezwang sie Dementjewa (7:5, 6:0).
Mit ihrem Ausscheiden in der ersten Runde 2005 war sie die erste Spielerin, die als Titelverteidigerin der French Open bei der nächsten Teilnahme kein Match gewinnen konnte. Als ein Grund dafür, auch für weitere Misserfolge im Jahr 2005, wurde die Krebserkrankung ihrer Mutter genannt. In Wimbledon erreichte sie 2005 zum ersten Mal in ihrer Karriere das Viertelfinale.
Von 1998 bis 2005 absolvierte Myskina 24 Partien für die russische Fed-Cup-Mannschaft. Sie feierte dabei 18 Siege, davon 14 im Einzel.
2007 schied sie bei den French Open wiederum in der ersten Runde aus. Am 4. Juli 2007 gab Anastassija Myskina daraufhin bekannt, dass sie wegen ihrer Fußverletzung keine Turniere mehr bestreiten werde.
Myskinas Trainer war der Deutsche Jens Gerlach.

## Turniersiege

### Einzel
| Nr. | Datum              | Turnier         | Kategorie    | Belag             | Finalgegnerin          | Ergebnis       |
| --- | ------------------ | --------------- | ------------ | ----------------- | ---------------------- | -------------- |
| 1.  | 18. Juli 1999      | Palermo         | WTA Tier IVa | Sand              | Ángeles Montolio       | 3:6, 7:64, 6:2 |
| 2.  | 15. September 2002 | Costa do Sauípe | WTA Tier II  | Hartplatz         | Eleni Daniilidou       | 6:3, 0:6, 6:2  |
| 3.  | 16. Februar 2003   | Doha            | WTA Tier III | Hartplatz         | Jelena Lichowzewa      | 6:3, 6:1       |
| 4.  | 6. April 2003      | Sarasota        | WTA Tier IV  | Sand              | Alicia Molik           | 6:4, 6:1       |
| 5.  | 28. September 2003 | Leipzig         | WTA Tier II  | Teppich (Halle)   | Justine Henin-Hardenne | 3:6, 6:3, 6:3  |
| 6.  | 5. Oktober 2003    | Moskau          | WTA Tier I   | Teppich (Halle)   | Amélie Mauresmo        | 6:2, 6:4       |
| 7.  | 6. März 2004       | Doha            | WTA Tier II  | Hartplatz         | Swetlana Kusnezowa     | 4:6, 6:4, 6:4  |
| 8.  | 5. Juni 2004       | French Open     | Grand Slam   | Sand              | Jelena Dementjewa      | 6:1, 6:2       |
| 9.  | 17. Oktober 2004   | Moskau          | WTA Tier I   | Teppich (Halle)   | Jelena Dementjewa      | 7:5, 6:0       |
| 10. | 25. September 2005 | Kolkata         | WTA Tier III | Hartplatz (Halle) | Karolina Šprem         | 6:2, 6:2       |

### Doppel
| Nr. | Datum              | Turnier     | Kategorie    | Belag             | Partnerin          | Finalgegnerinnen                           | Ergebnis      |
| --- | ------------------ | ----------- | ------------ | ----------------- | ------------------ | ------------------------------------------ | ------------- |
| 1.  | 18. September 2004 | Bali        | WTA III      | Hartplatz         | Ai Sugiyama        | Swetlana Kusnezowa Arantxa Sánchez Vicario | 6:3, 7:5      |
| 2.  | 16. Oktober 2004   | Moskau      | WTA Tier I   | Teppich (Halle)   | Wera Swonarjowa    | Virginia Ruano Pascual Paola Suárez        | 6:3, 4:6, 6:2 |
| 3.  | 24. September 2005 | Kolkata     | WTA Tier III | Hartplatz (Halle) | Jelena Lichowzewa  | Neha Uberoi Shikha Uberoi                  | 6:1, 6:0      |
| 4.  | 8. Oktober 2005    | Filderstadt | WTA Tier II  | Hartplatz (Halle) | Daniela Hantuchová | Květa Peschke Francesca Schiavone          | 6:0, 3:6, 7:5 |
| 5.  | 6. Mai 2006        | Warschau    | WTA Tier II  | Sand              | Jelena Lichowzewa  | Anabel Medina Garrigues Katarina Srebotnik | 6:3, 6:4      |

## Abschneiden bei bedeutenden Turnieren

### Einzel
Die Tabelle listet die Ergebnisse der Grand-Slam-Turniere, der Tour Championships, der Olympischen Spiele, des Fed Cups bzw. Billie Jean King Cups und der Turniere folgender Kategorien auf: 1990–2008: Tier I, 2009–2020: Premier Mandatory und Premier 5, ab 2021: WTA 1000.
| Turnier            | 1999 | 2000 | 2001 | 2002 | 2003 | 2004 | 2005 | 2006 | 2007 | Karriere |
| ------------------ | ---- | ---- | ---- | ---- | ---- | ---- | ---- | ---- | ---- | -------- |
| Australian Open    | —    | —    | —    | 2    | VF   | VF   | AF   | AF   | —    | 2 × VF   |
| French Open        | —    | 1    | 1    | 1    | 2    | S    | 1    | AF   | 1    | 1 × S    |
| Wimbledon          | —    | 3    | 2    | 3    | AF   | 3    | VF   | VF   | —    | 2 × VF   |
| US Open            | 2    | 1    | 1    | 3    | VF   | 2    | 3    | 1    | —    | 1 × VF   |
| Tour Championships | —    | —    | —    | 1    | RR   | HF   | —    | —    | —    | 1 × HF   |
| Indian Wells       | —    | 1    | —    | AF   | 2    | HF   | —    | AF   | —    | 1 × HF   |
| Miami              | —    | 3    | 1    | 3    | 2    | —    | AF   | VF   | —    | 1 × VF   |
| Hilton Head Island | —    | 2    |      |      |      |      |      |      |      | 1 × 2R   |
| Charleston         |      |      | 1    | VF   | 2    | —    | 2    | —    | —    | 1 × VF   |
| Rom                | —    | —    | 1    | VF   | VF   | 2    | —    | AF   | —    | 2 × VF   |
| Berlin             | —    | —    | —    | 2    | 2    | VF   | 2    | —    | —    | 1 × VF   |
| San Diego          |      |      |      |      |      | F    | —    | —    | —    | 1 × F    |
| Kanada             | —    | 1    | —    | 1    | AF   | HF   | HF   | 2    | —    | 2 × HF   |
| Tokio              | —    | —    | —    | —    | —    | —    | —    | HF   | —    | 1 × HF   |
| München            | —    |      |      |      |      |      |      |      |      | —        |
| Zürich             | —    | VF   | —    | AF   | —    | —    | HF   | 1    | —    | 1 × HF   |
| Moskau             | AF   | —    | HF   | 1    | S    | S    | VF   | —    | —    | 2 × S    |
| Olympische Spiele  |      | 2    |      |      |      | HF   |      |      |      | 1 × HF   |
| Fed Cup            | —    | —    | —    | —    | —    | —    | —    | —    | —    | —        |

Zeichenerklärung: S = Turniersieg; F, HF, VF, AF = Einzug ins Finale, Halb-, Viertel-, Achtelfinale; 1, 2, 3 = Ausscheiden in der 1., 2., 3. Haupt- / Finalrunde; Q1, Q2, Q3 = Ausscheiden in der 1., 2. 3. Qualifikationsrunde; RR = Round Robin (Gruppenphase); nicht ausgetragen oder andere Kategorie; PO (Playoff), P2 = Auf-/Abstiegsrunde zur Weltgruppe I/II im Fed Cup; W2, K1, K2, K3 = Teilnahme in der Weltgruppe II, Kontinentalgruppe I, II, III im Fed Cup.

### Doppel
| Turnier         | 2000 | 2001 | 2002 | 2003 | 2004 | 2005 | 2006 | Karriere |
| --------------- | ---- | ---- | ---- | ---- | ---- | ---- | ---- | -------- |
| Australian Open | —    | —    | 1    | —    | 1    | HF   | 2    | HF       |
| French Open     | 1    | —    | —    | —    | AF   | 1    | AF   | AF       |
| Wimbledon       | —    | —    | —    | 1    | 2    | 2    | AF   | AF       |
| US Open         | —    | —    | —    | 1    | 1    | 1    | —    | 1        |

### Mixed
| Turnier         | 2003 | 2004 | 2005 | 2006 | Karriere |
| --------------- | ---- | ---- | ---- | ---- | -------- |
| Australian Open | —    | —    | —    | 1    | 1        |
| French Open     | —    | —    | HF   | AF   | HF       |
| Wimbledon       | 1    | —    | 2    | —    | 2        |
| US Open         | 1    | —    | —    | —    | 1        |

## Persönliches
Ende April 2008 brachte Anastassija Myskina ihr erstes Kind zur Welt. 2010 wurde ihr zweiter Sohn geboren, 2012 wurde ihr dritter Sohn geboren.